# Bureau de Meteorologia
O Bureau de Meteorologia (em Inglês Bureau of Meteorology, BOM) é uma Agência Executiva do Governo australiano responsável por proporcionar serviços de meteorologia, hidrologia e clima da Austrália e suas áreas circundantes. Foi criado pela Lei de Meteorologia de 1906, que congregou todos os serviços meteorológicos estatais que existiam à data numa única entidade. Os estados australianos transferiram oficialmente as suas responsabilidades e registo climáticos ao Bureau de Meteorologia a 1 de janeiro de 1908.  O Bureau of Meteorology controla três dos seis centros de aviso de ciclone tropical (CACTs) existentes no mundo. O CACT em Perth monitora e segue ciclones tropicais no Oceano Índico sudeste. O CACT em Darwin monitora ciclones tropicais no Mar de Arafura, Mar de Timor e Golfo de Carpentária. O CACT de Brisbane monitora e segue ciclones tropicais no Mar de Coral e no Golfo de Papua. Cada CACT tem a sua própria lista de nomes para nomear ciclones tropicais que se formam em suas áreas de responsabilidade.

## Serviços e estrutura

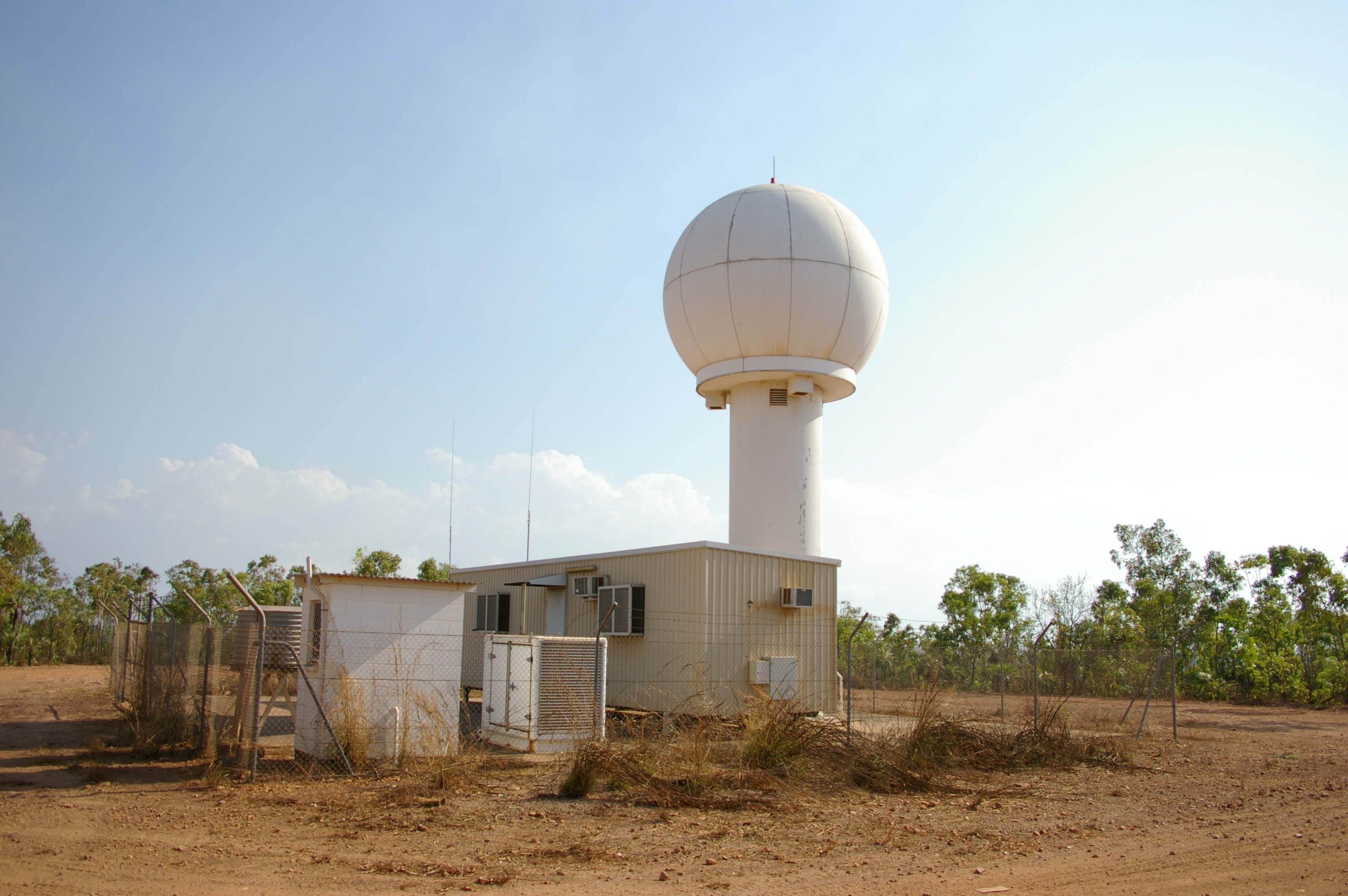
Berrimah Radar

O Bureau de Meteorologia é o principal provedor de previsões do tempo, alertas e observações para a Austrália. O Bureau distribui imagens e dados meteorológicos e hidrológicos via website, ftp, correio electrónico e fax e é o responsável por previsões e de emitir alertas de inundação na Austrália.
A sua sede principal do Bureau esta localizada em Melbourne Docklands, o qual inclui o centro de investigação e desenvolvimento, o centro nacional de operações, o centro nacional do clima, o escritório regional de previsões de Victoria, bem como também as secções de Hidrologia, Observações e Satélite.
O Bureau conta com escritórios regionais localizadas em cada cidade capital, que incluem ao pelo menos um Centro Regional de Previsão Meteorológica e um Centro Regional de Previsão e Alertas de inundações. Os escritórios em Perth, Darwin e Brisbane também albergam Centros de Previsão de Ciclones Tropicais. O escritório regional em Adelaide inclui o Centro Nacional de Previsão de marés, enquanto o escritório de Darwin, um centro para alertas por cinzas vulcânicas.

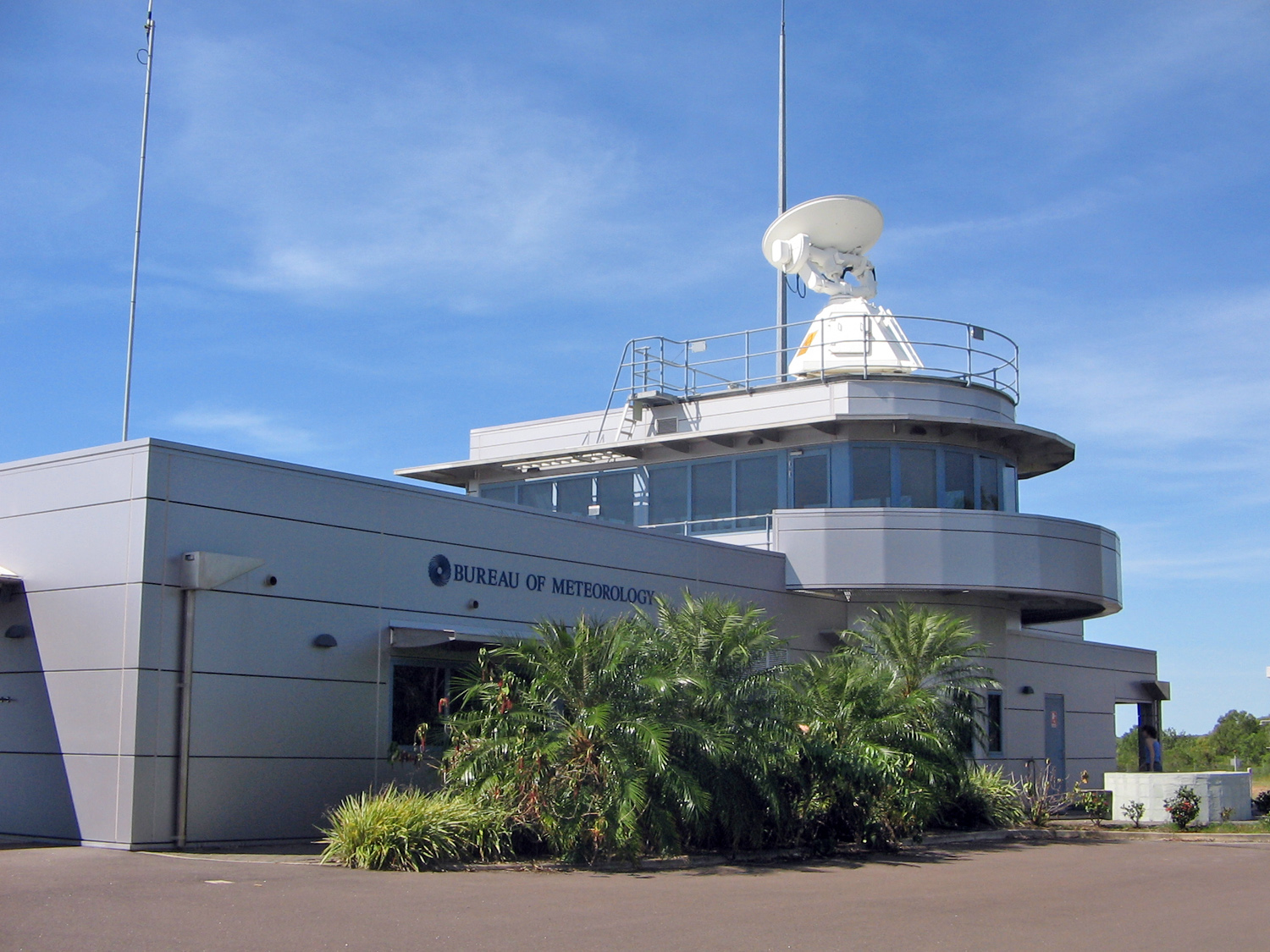
Escritório do Aeroporto do Darwin

Os escritórios regionais são apoiados pelo Centro Nacional de Operações (BNOC, pelas suas siglas em inglês) localizado nos escritórios centrais em Melbourne Docklands.
O Bureau mantém uma rede de escritórios regionais ao longo do continente, em ilhas vizinhas e em na Antártida. Conta também com uma rede de aproximadamente 500 observadores pagos e uns 6 000 voluntários para a observação de chuva.

## Directores
As pessoas seguintes têm sido directores do Bureau de Meteorologia:
| Director                          | Termo                     |
| --------------------------------- | ------------------------- |
| Henry Ambrose Caza                | 1908@–31                  |
| William S Vatio                   | 1931@–40                  |
| H. Norman Warren                  | 1940@–50                  |
| Edward W Timcke                   | 1950@–55                  |
| Leonard J Dwyer                   | 1955@–62                  |
| William J Gibbs                   | 1962@–78                  |
| John Zillman                      | 1978@–2003                |
| Geoff Amor                        | 2003@–08                  |
| Neville Smith (Director Suplente) | 2008@–09                  |
| Greg Ayers                        | 2009@–12                  |
| Rob Vertessy                      | 2012@–16                  |
| Andrew Johnson                    | 6 setembro 2016@–Presente |

## Tecnologia
No escritório central, um supercomputador Cray XC40 chamado "Australis" proporciona capacidade de informática operacional ao Bureau para as predições e simulações numéricas do tempo, clima, oceano e marés, enquanto outros servidores de Unix apoiam a transmissão e recepção de menajes e observações, bem como o armazenamento de informação e predições em tempo real em bancos de dados. O Sistema de Previsão Integrado australiano proporciona a infra-estrutura informática principal nos escritórios regionais. Os Modelos numéricos de predição meteorológica operados pelo Bureau estão baseados em Modelo Unificado. O Bureau de Meteorologia anunciou um contrato para a compra do supercomputador Cray XC40 em julho de 2015, que foi posto em operação a 30 de junho de 2016 e seu prévio sistema Oracle HPC retirado do serviço em outubro de 2016.